# Bylany (Chrášťany)
Bylany jsou vesnice, místní část obce Chrášťany ležící v okrese Kolín. Nachází se zhruba 1,5 km západně od Chrášťan a 3,5 km východně od Českého Brodu. Vesnicí protéká říčka Bylanka.
Bylany leží v katastrálním území Bylany u Českého Brodu o rozloze 4,17 km².

## Historie
Okolí vesnice bylo osídleno už v pravěku. Jihovýchodně od vsi se na nízkém návrší nacházelo eneolitické sídliště zvané Okrouhlík, které bylo později osídleno i v době bronzové. V místech s pomístním názvem V Tkalcích bylo nalezeno a v letech 1895–1897 Josefem Ladislavem Píčem prozkoumáno halštatské pohřebiště, které se stalo eponymní lokalitou pro bylanskou kulturu.
První písemná zmínka o vesnici pochází z roku 1295. V tom roce dal král biskupství pražskému mimo jiné „v kraji Kouřimském ves Bylany“ náhradou za vsi jež Přemysl Otakar II. biskupství odňal.
| Rok            | 1869 | 1880 | 1890 | 1900 | 1910 | 1921 | 1930 | 1950 | 1961 | 1970 | 1980 | 1991 | 2001 |
| -------------- | ---- | ---- | ---- | ---- | ---- | ---- | ---- | ---- | ---- | ---- | ---- | ---- | ---- |
| Počet obyvatel | 414  | 449  | 457  | 456  | 451  | 387  | 520  | 359  | 414  | 384  | 302  | 303  | 293  |

## Pamětihodnosti
- Okrouhlík – eneolitické sídliště na návrší jihovýchodně od vesnice[4]
- Kostel svatého Bartoloměje – barokní stavba z roku 1769 na místě gotické stavby z roku 1364
- Renesanční tvrz z 16. století